# Kelakhany
Kelakhany är en ort i Azerbajdzjan.   Den ligger i distriktet Şamaxı, i den centrala delen av landet, 110 km väster om huvudstaden Baku. Kelakhany ligger 650 meter över havet och antalet invånare är 248.
Terrängen runt Kelakhany är kuperad. Närmaste större samhälle är Shamakhi, 5,4 km nordost om Kelakhany.
Trakten runt Kelakhany består till största delen av jordbruksmark. Runt Kelakhany är det ganska glesbefolkat, med 31 invånare per kvadratkilometer.